# Bacillus cereus

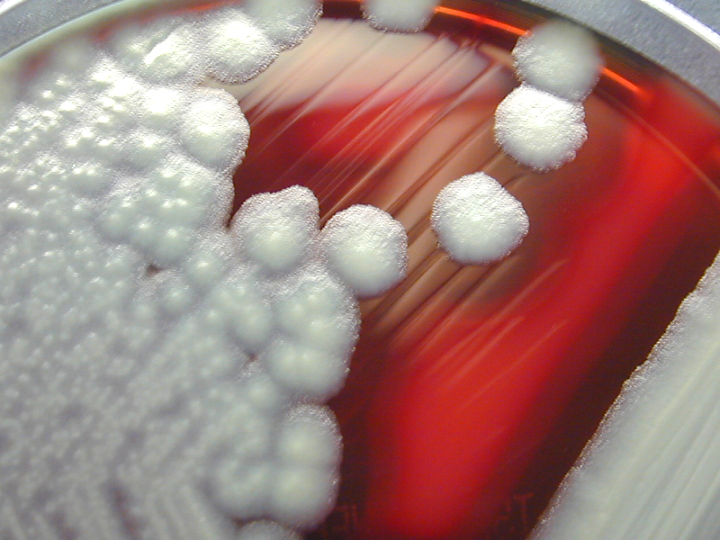
B. cereus mit Hämolyse auf Blutagar

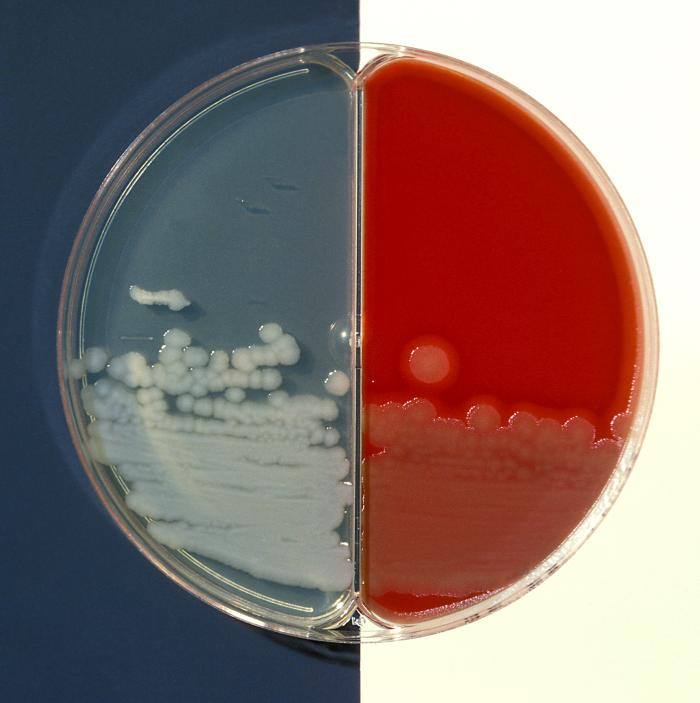
B. cereus auf Blut- und Bicarbonatagar

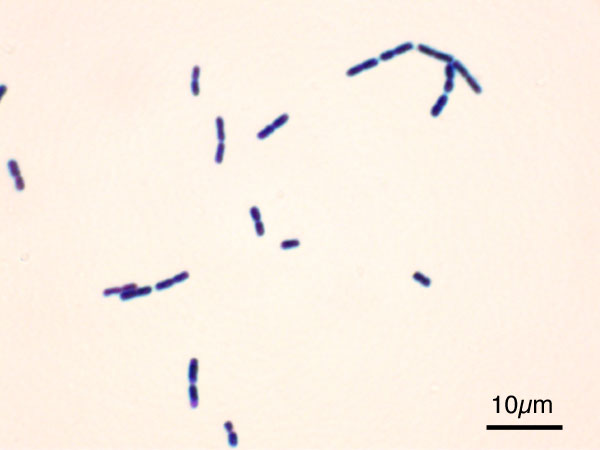
Gramfärbung von B. cereus

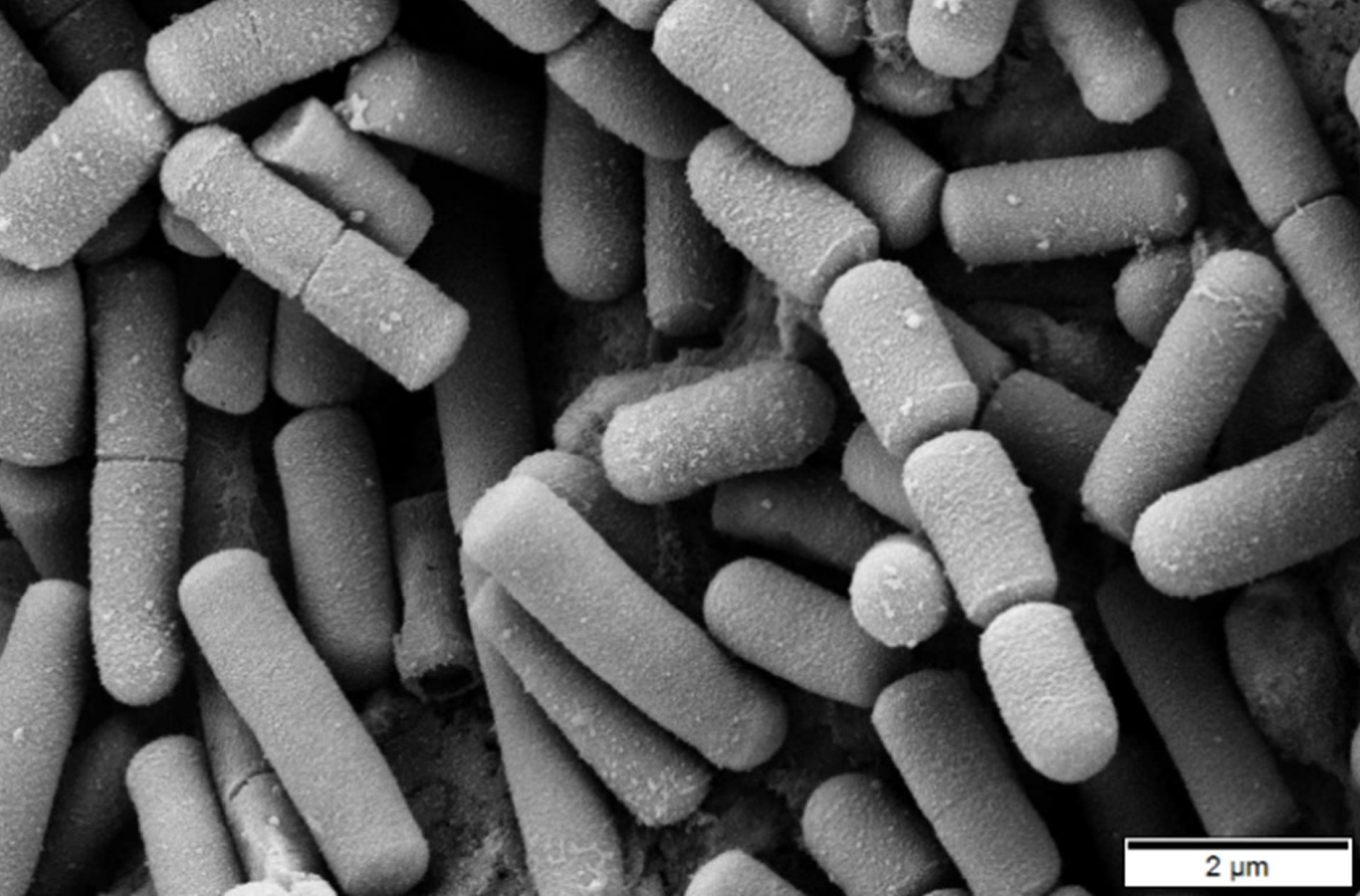
Elektronenmikroskopische Aufnahme von B.-cereus-Zellen

Bacillus cereus (Pseudomilzbrandbazillus) ist ein bewegliches, grampositives, stäbchenförmiges, katalasepositives, sporenbildendes, fakultativ anaerobes Bakterium der Gattung Bacillus.
Es kommt natürlich im normalen Erdboden in einer Konzentration von bis zu einer Million pro Gramm vor und zählt damit zu den häufigsten kultivierbaren Bodenbakterien. Es bildet zusammen mit anderen Arten (z. B. Bacillus anthracis, Bacillus thuringiensis und Bacillus cytotoxicus) die Bacillus cereus-Gruppe, deren Mitglieder genetisch nahe verwandt sind und sich ein Kerngenom von etwa 3100 Genen teilen. Historisch dienen die Krankheiten, die sie auslösen, als Unterscheidungsmerkmal. Als genetisches Unterscheidungsmerkmal dient der Satz von 400 bis 800 individuellen Genen (akzessorisches Genom, bei Bacillus cereus etwa 420 Gene) der jeweiligen Art.

## Eigenschaften
Bacillus cereus wächst je nach Stamm im Temperaturbereich von 4 °C bis 55 °C (die meisten im Bereich von 10 °C bis 50 °C), mit einem Optimum von 28–35 °C.
Bacillus cereus ist säureempfindlich. pH-Bereich: Minimum 4,8; Optimum 6,5–7,5; Maximum 9,3.
Die Sporen sind nicht hitzeempfindlich, es erfolgt keine Abtötung durch die Pasteurisierung.
Ein Anteil von 80 % aller Fettsäureketten des Bakteriums ist verzweigt.

## Bedeutung für den Menschen
Bacillus cereus ist ein Lebensmittel vergiftendes Bakterium, das besonders im Reis auftritt. Bacillus cereus-Sporen, die im rohen Reis vorkommen, überleben das Kochen und vermehren sich, wenn der Reis unterhalb von 65 °C warmgehalten oder aufgewärmt wird. Durch Warmhalten oberhalb dieser Temperatur wird die Ausbreitung des Bakteriums verhindert, was sich Reiskocher mit ihrer Warmhaltefunktion zunutze machen. Es kann jedoch auch über Staub- und Erdpartikel in die Nahrung (Gewürze, Trockenpilze, Milch) gelangen. Auch in abgepackten Salaten wurde Bacillus cereus in fast der Hälfte der Proben gefunden.
Bacillus cereus bildet bei Keimzahlen von über 100.000/g Lebensmittel zwei für Lebensmittelvergiftungen verantwortliche Toxine, wobei auch Vergiftungsfälle bekannt sind, bei denen die Konzentration deutlich darunter bis herunter zu 6.000/g lag. Das Bundesinstitut für Risikobewertung (BfR) empfiehlt der behördlichen Lebensmittelüberwachung eine Schnellwarnung im RASFF bei über 105 KbE/g während
der Haltbarkeitsfrist. Die Deutsche Gesellschaft für Hygiene und Mikrobiologie (DGHM) stellt in Zusammenarbeit mit dem Beuth Verlag Richt- und Warnwerte für ausgewählte Risikolebensmittel bereit. Die Lobbyorganisation Bund für Lebensmittelrecht und Lebensmittelkunde (BLL) kritisiert die Hilfsnorm, da auch das biologische Pflanzenschutzmittel Bacillus thuringiensis bei den Richt- und Warnwerten für Mischsalate mit erfasst wird, und argumentiert, dass hierdurch eine Wettbewerbsverzerrung entsteht. Die EFSA empfiehlt zur abschließenden Risikobewertung die Anwendung der Ganzgenomsequenzierung.
Unterschieden werden zwei verschiedene Toxintypen.
- Erbrechens-Toxin (emetisches Toxin, Cereulid): Die Aufnahme des toxinhaltigen Lebensmittels führt nach 0,5 bis 6 Stunden zu Übelkeit und Erbrechen, seltener zu Bauchkrämpfen und Durchfällen. Das Toxin ist unempfindlich gegenüber Hitze und Säure.

- Ein Diarrhoe-Toxin verursacht 8 bis 16 Stunden nach Aufnahme des Toxins wässrige Durchfälle, die nach 12 bis 24 Stunden wieder abklingen. Das Toxin ist hitze- und säureempfindlich.

Bacillus cereus führt in pasteurisierten, nicht fermentierten Milcherzeugnissen zu Bitterkeit und zur Süßgerinnung (Gerinnung durch eiweißabbauende Enzyme und nicht durch Säurebildung). Wegen der in diesem Fall durch diesen Keim mittels Lecithinasewirkung verursachten Geschmacksveränderungen ist die Gefahr einer Intoxikation nicht sehr groß.
Da Bacillus cereus in Milchprodukten bei einer Temperatur im Kühlschrank ab 10 °C (einige Stämme ab 4 °C) wächst, wurde die Deklaration der Haltbarkeit bei Frischmilch von "bei +10 °C mindestens haltbar bis:" durch "bei +8 °C mindestens haltbar bis:" geändert. Die EFSA verlangt in der gesamten Kühlkette Temperaturen von ≤ 7 °C (besser noch ≤ 4 °C) einzuhalten.

## Neuartige Formen von Milzbrand
Bereits 2004 wurde B. cereus als Erreger milzbrand-ähnlicher Erkrankungen beim Menschen identifiziert.
2016 wurde die Varietät B. cereus biovar anthracis vom Robert Koch-Institut als Ursache für neuartige Milzbrand-Erkrankungen und -Todesfälle in Afrika ausgemacht. Bis dahin waren verschiedene Säugetierarten betroffen, neben Elefanten und Ziegen insbesondere Menschenaffen (Schimpansen und Gorillas).
2017 fand man heraus, dass diese Varietät von B. cereus gegenüber der gewöhnlichen Form zwei zusätzliche Plasmide (DNA-Ringe) besitzt. Die beiden Plasmide enthalten alle wesentlichen Gene, die B. anthracis, den klassischen Milzbranderreger, zur tödlichen Gefahr machen. Inzwischen waren auch Erkrankungen bei Waldantilopen und beim Stachelschwein festgestellt worden. Bislang sind noch keine Erkrankungen beim Menschen registriert und es ist nicht bekannt, ob auch der Mensch an dieser Form von Milzbrand erkranken kann. Es wird aber befürchtet, dass der Erreger lokale Populationen des Westlichen Schimpansen (Pan troglodytes verus, eine Unterart des Gemeinen Schimpansen) dezimieren oder gar auslöschen könnte.
Die neue Milzbrand-Variante hat den Namen Regenwald-Milzbrand (engl. 'rainforest anthrax') erhalten.

## Diagnostik
Mittels kultureller Verfahren ist nur eine Bestimmung sogenannter präsumtiver Bacillus cereus möglich. Mittels MALDI-TOF-Massenspektrometrie (MS) kann die Zugehörigkeit eines Keims zur Gruppe Bacillus cereus bestätigt werden. Nur Bacillus cytotoxicus kann bei Vorlage eines geeigneten Datenbankeintrages sicher differenziert werden. Die NHE- und HBL-Toxine sind immungängig und können mittels GLISA nachgewiesen werden. Zudem ist eine PCR der nhe/hbl-Gene möglich. Für Cereulid produzierende B. cereus kann auf einer ces-Gen PCR zurückgegriffen werden. Das hitzestabile und womöglich nach einer Entkeimung immer noch vorhandene emetische Toxin Cereulid ist mittels LC/MS im Lebensmittel nachweisbar. Biomarker Cereulid bildender Bacillus cereus lassen sich zudem mittels MALDI-TOF MS nachweisen.